# Hapé Schreiberhuber
Hapé Schreiberhuber (* 25. Juli 1969 in Steyr) ist ein österreichischer Künstler. Die Künstlersignatur Hapé steht für seinen Vornamen Heinz-Peter.

## Biografie
Heinz-Peter Schreiberhuber studierte von 1990 bis 1994 visuelle Mediengestaltung an der Universität für künstlerische und industrielle Gestaltung Linz bei dem Regisseur Janusz Kondratiuk. Von 1994 bis 1996 studierte er freie Malerei an der Hochschule für Bildende Künste Dresden bei Ralf Kerbach und Steffen Fischer. Während des Studiums spielte er als Gitarrist der Rockband Unica. 1994 produzierte der ORF Österreichischer Rundfunk sein mitkomponiertes und mitarrangiertes Konzept-Album Split Vision. Er diplomierte 1996 zum Magister der Künste (Mag. art.) bei Wolfram Hänsch (Hochschule für Bildende Künste Dresden) und Janusz Kondratiuk. Schreiberhuber erhielt 2001 und 2002 Stipendien am Egon Schiele Art Centrum Krumau, und 2004 an der Facultat de Belles Arts de la Universitat de Barcelona.
In seinen Performances verbindet er Malerei, auch unter Einsatz von digitaler Technik, mit Musik. Seine „Konzertmalerei“ entsteht simultan zur Musik vor Publikum mit Musikern wie Nami Ejiri, Andrij Prosorow und Yuliya Lebedenko. Schreiberhuber gründet 2007 das Styraburg Festival Steyr, 2010 das Styraburg Ensemble, 2011 die Kunstwoche Steyr und den Kunst- und Kulturverein Styraburg. Seine Darstellung der nackten Maria Magdalena unter dem Kreuz, die im Schloss Steyr ausgestellt war, wurde heftig diskutiert.
Er ist als freischaffender Maler, Zeichner, Grafiker, Performancekünstler, Schauspieler, künstlerischer Leiter und Lehrer an einer Berufsschule tätig.

## Theater (Auswahl)
- Die Weise von Liebe und Tod des Cornets Christoph Rilke, von Rainer Maria Rilke, Premiere: 25. Februar 2012 Kleiner Bühnenboden Münster[3]
- Paula Modersohn-Becker und Rainer Maria Rilke (Briefwechsel); mit Nicola Trub, Regie: Boris Pietsch, Premiere: 11. Juli 2012 Kunstwoche Steyr
- Der Blaue Reiter – Texte einer Liebe, Briefwechsel von Gabriele Münter und Wassily Kandinsky; mit Nicola Trub, Premiere: 11. Juli 2013 Kunstwoche Steyr
- Wenn die Haifische Menschen wären, von Bertolt Brecht; Premiere: 31. Dezember 2013 Altes Theater Steyr
- Die Zigarren des Zola – Ein Geburtstag mit Rilke und Cézanne; mit Nicola Trub, Konzept: Boris Pietsch, Nicola Trub, Premiere: 10. Juli 2014 Kunstwoche Steyr
- Der Tanz von Liebe und Tod, Text von Rainer Maria Rilke, Musik von Viktor Ullmann; mit Maria Yakovleva/Franziska Wallner, Richard Szabo, Agnes Wolf, Premiere: 4. November 2017 Odeon Theater Wien
- Malte Laurids Brigge, von Rainer Maria Rilke, szenische Lesung; mit Rusanda Panfili (Violine), Premiere: 5. Oktober 2018, Krypta Peterskirche Wien
- Alte Meister, von Thomas Bernhard, Lesung; mit Martin Schwab und Hans-Dieter Knebel, 8. März, Schlosskapelle, Styraburg Festival Steyr

## Diskografie / Film
- 1994: Unica-Split Vision, Produzent: ORF, Technischer Leiter/CD-Aufnahme: Hubert Hawel
- 2011: Chaconne, Yuliya Lebedenko (Violine solo), Ersteinspielung der Chaconne für Violine solo von Balduin Sulzer, Produzent: Hapé Schreiberhuber, Tonaufnahme: Absolute Sound Vienna
- 2012: Die Weise von Liebe und Tod des Cornets Christoph Rilke, von Rainer Maria Rilke, Tonaufnahme: Dietmar Zuson
- 2014: Christus. Elf Visionen, von Rainer Maria Rilke, Tonaufnahme: Dietmar Zuson
- 2014: Die Hauptrolle, Spielfilm, S/W, 17 min., HDV, mit Rita Hatzmann, Ralf Hinterding, Marion Eichmann und Martina Wintschnig, Idee und Regie: Ralf Hinterding, Kamera: Monika Jungwirth, Produzent: Hapé Schreiberhuber und uncertainty production

## Ausstellungen (Auswahl)
- 1996: Schlossgalerie der Stadt Steyr
- 2001: Museum der Stadt Bad Ischl
- 2004: PerforArt, Barcelona
- 2005: Frauenbilder, Kunstraum Krongasse, Wien
- 2011: Centro d’Arte Piana dei Colli, Palermo
- 2013: Landstriche, Ölmalerei, Raum für Kunst, Paderborn
- 2019: Das malerische Werk, Kunstverein, Steyr

## Öffentliche Sammlungen
- Mitten durch die Stadt, 1996, 120 × 140 cm, Öl auf Leinwand, Halbkreidegrund, Inv. Nr. XV-21.084, Sammlung Museum der Stadt Steyr (HAK Steyr)
- Der letzte Spaziergang in Linz, 1998, 70 × 90 cm, Öl auf Leinwand, Halbkreidegrund, Inv. Nr. G 11.583, Sammlung Museum Nordico Linz (Eltern-Kindzentrum Ebelsberg)
- Die Kapelle in Krumau, 2002, 70 × 60 cm, Acryl auf Holz, Sammlung Stadt Traun